# Missed Messages
Missed Messages (stilizzato come missed messages.) è una visual novel freeware pubblicato dalla sviluppatrice di giochi indie Angela He. È stato pubblicato su Itch.io il 1º maggio 2019 e successivamente su Steam il 21 maggio. L'opera presenta quattro finali differenti e affronta tematiche come la depressione, il suicidio e la pressione familiare. È stato originariamente realizzato per il game jam Ludum Dare.
È disponibile per Windows, Mac e Linux su Steam o sul browser (solo su desktop) su itch.io e CrazyGames. È inoltre disponibile un pacchetto DLC per i fan che include sfondi, schizzi e una scena bonus.

## Accoglienza
Jay Castello di Rock Paper Shotgun ha affermato che il gioco offre una rappresentazione realistica di "romanticismo, horror e meme", affermando che ciò sia reso possibile dal fatto che l'opera si basava sulle esperienze reali della sviluppatrice. Definendo la grafica del gioco "assolutamente meravigliosa", ha osservato come l'intensità della narrazione aumenti progressivamente e ha raccontato di aver ottenuto due finali diversi a seconda che si lasciasse distrarre da elementi secondari o che prestasse attenzione ai suggerimenti più sottili. Il gioco è stato presentato nella rubrica Short Play di The Verge, dedicata ai giochi brevi, dove è stato descritto come un titolo che "utilizza in modo abile ed efficiente la prima partita del giocatore per collocarlo nel giusto stato emotivo", sottolineando anche l'importanza della rigiocabilità. Ha ricevuto un punteggio di 84/100 nel numero di settembre 2019 di PC Gamer UK, dove il recensore Tom Sykes ha commentato: "I disturbi mentali, penso, siano uno degli argomenti preferiti dei videogiochi, ma pochi le esplorano a livello superficiale, o con la stessa abilità di questa splendida visual novel".